# Ópera Nacional de Paris
A Ópera de Paris (em francês: Opéra de Paris) é a primeira companhia de ópera de Paris, França. Tendo seu nome oficial de Ópera Nacional de Paris. Foi fundada em 1669 por Luís XIV da França como Academia de Ópera (Académie d'Opéra) e rapidamente se tornou Academia Real de Música (Académie Royal de Musique). A companhia produz suas óperas, primeiramente, no moderno teatro Ópera da Bastilha, inaugurado em 1989 e balés no antigo Palais Garnier, que foi inaugurado em 1875.

## História

### Pierre Perrin
Em 28 de junho de 1669, o rei Luís XIV concedeu um privilégio de doze anos a Pierre Perrin para montar a Academia de Ópera, para performances de óperas francesas. Ele foi o responsável por fazer a ópera mais conhecida ao público, não só em Paris, mas em outra cidades e vilarejos do reino da França. Por ter apenas o valor dos ingressos, como subsídio financeiro, sem uma ajuda real, a Ópera teve o privilégio de por "pièces de thélllâtre en musique" (peças de teatro na música", com o direito que nenhuma outra teve, sem antes ter autorização de seus proprietários).
Perrin converteu o tênis Bouteille em uma instalação retangular, com disposição de equipamentos, de palco e cenários, com uma capacidade de 1200 espectadores. Sua primeira ópera foi Pomone com música de Robert Cambert, inaugurada dia 3 de março de 1671, com 146 performances. Um segundo trabalho Les peines et les plaisires de l'amour com libreto de Gabriel Gilbert e música de Robert Cambert, foi apresentada em 1672.

### Jean-Baptiste Lully

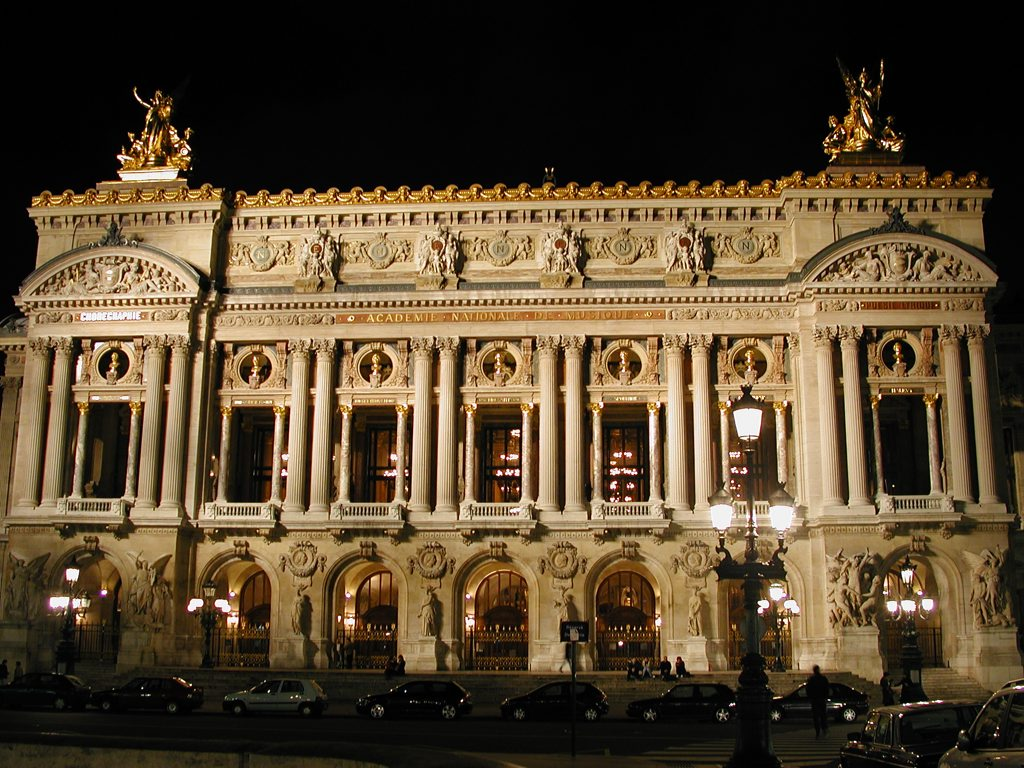
Fachada do Palais Garnier de noite

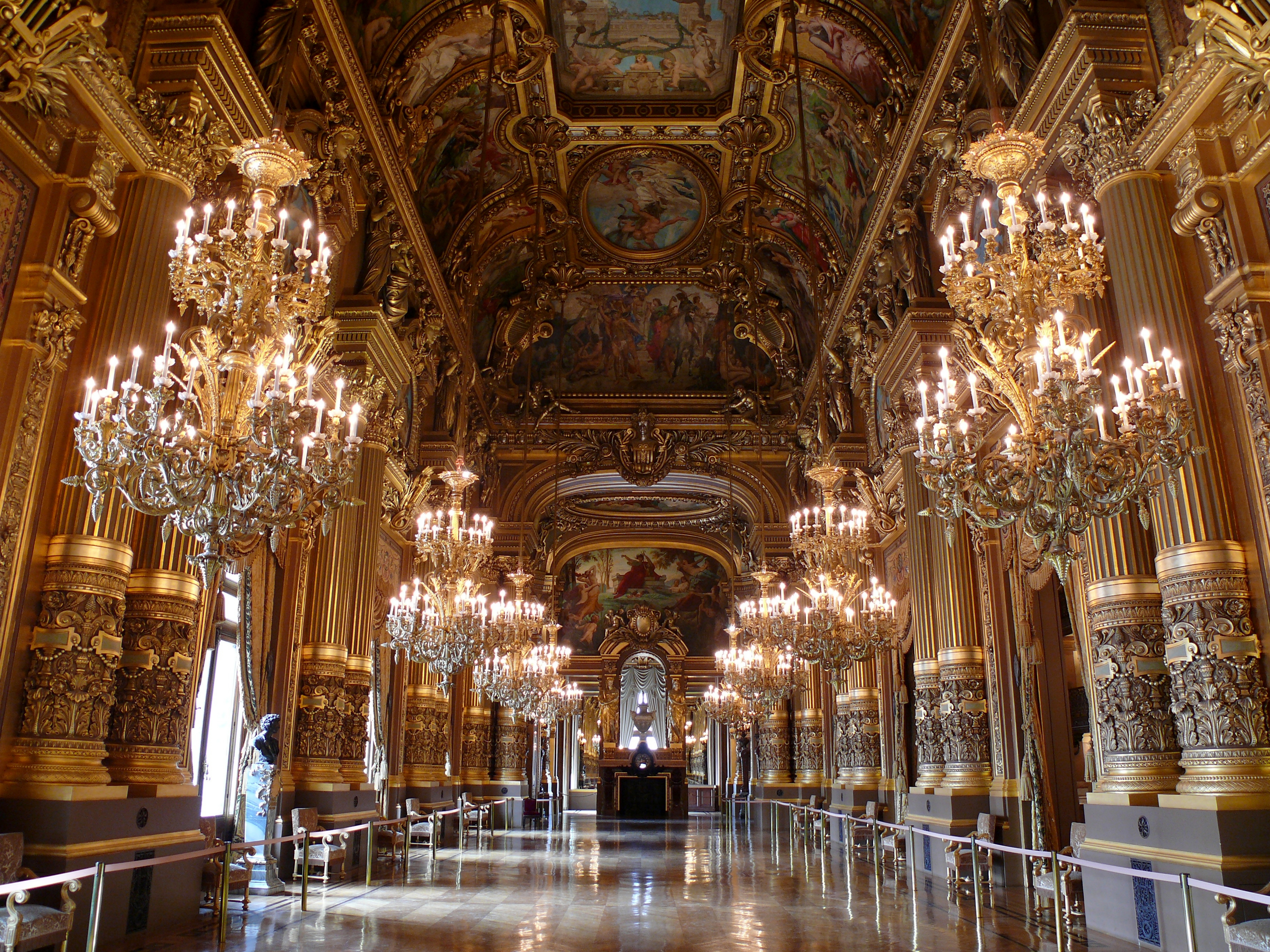
Le Grand Foyer, no Palais Garnier

Mesmo depois do seu sucesso inicial e duas outras associações, Perrin foi acusado de fraude, foi preso e a força teve que recusar o privilégio real, dia 13 de março de 1672 ao surintendant de música real, Jean-Baptiste Lully. A instituição foi renomeada para Academia Real de Música e tornou-se conhecida, simplesmente, por Opéra. Em apenas um mês, Lully convenceu o Rei a expandir o privilégio, restringindo as comédias italianas e francesas a usarem apenas dois cantores, ao invés de seis e sex instrumentalistas, ao invés de doze. Por causa das dificuldades legais, Lully não usou o Salle de la Bouteille e um novo teatro foi construído por Carlo Vigarani, o Rue de Vaugirard. Em 1684, Pierre Gautier comprou a autorização para abrir uma academia de música em Marselha, sendo fundada também em Lyon, Rouen, Lille e Bordeaux nos anos seguintes.
Durante a gestão de Lully, os únicos trabalhos apresentados foram os dele mesmos. A primeira produção foi da pastoal Les fêtes de l'Amour et de Bacchus (novembro de 1672) e sua tragedie lyrique, chamada de Cadmus et Hermione (27 de abril de 1673).
Após a morte de Molière em 1673, a companhia de teatro de Molière fundiu-se com os músicos no Théâtre du Marais, para formar o Théâtre Guénégaud (no mesmo teatro que foi usado pela Academia de Ópera). Em 1680, a companhia fundiram-se novamente com os músicos do Hôtel de Bourgogne, formando a Comédia Francesa. Em 1641, um teatro desenhado por Jacques le Mercier foi inaugurado, podendo acomodar de 6 a 8 mil pessoas, tendo uma boa acústica. Lully desejava um teatro melhor e conseguiu convencer o rei a deixar que ele usas-se um do Palais-Royal para sua reforma. O teatro no Palais Royal foi alterado no período de tempo entre 1660 e 1671, mas Lully, com 3 mil libras que ele recebeu do Rei, era capaz de ter feito novas mudanças em 1674, com Vigarani. O teatro contava com capacidade para 1270 espectadores: um plateia para 600 pessoas em pé, um anfiteatro com 120 lugares e camarotes podendo acomodar 550 pessoas. A primeira produção do novo teatro foi Alceste, do próprio Lully, em 19 de janeiro de 1674. A ópera foi severamente atacada por aqueles que foram atingidos pela resrtição que Lully causou.

### Após Lully
Após a morte de Lully em 1687, o número de novas obras por ano quase duplicou, uma vez que seus sucessores (Pascal Collasse, Henri Desmarets, André Campra, André Carinal Destouches e Marin Marais) tiveram maior dificuldade para manter o interesse do público. Reviveram muitas obras de Lully. Um dos mais importantes trabalhos apresentados durante esse período foi uma ópera-balé, de André Campra, chamada L'Europe galante, apresentada em 1697.

## Companhia após a Revolução

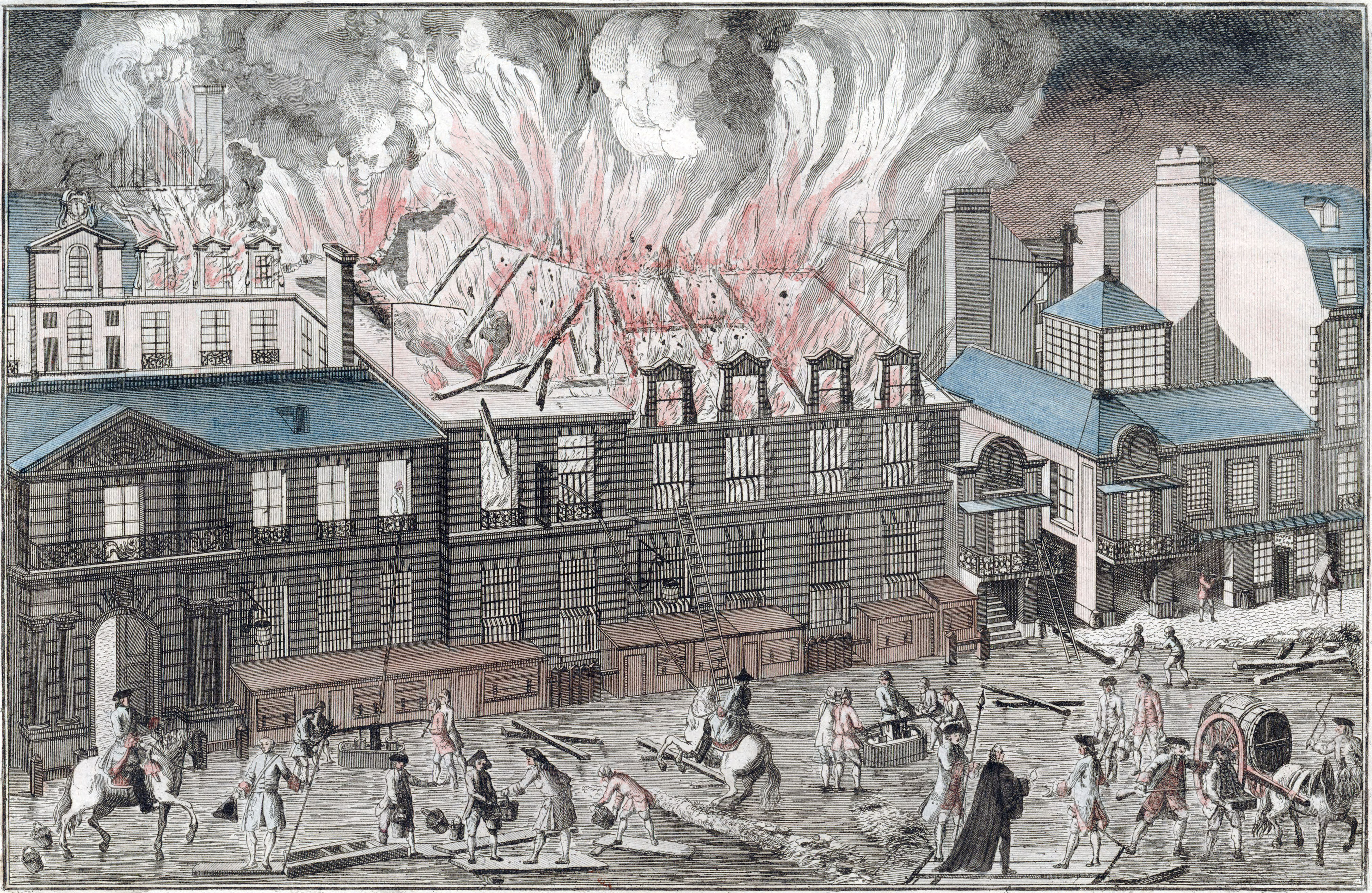
Pintura que retrata a vista do incêndio no Salão da Ópera de Paris em 6 de abril de 1763.

Com a Revolução Francesa e a fundação da República, a companhia foi renomeada para Teatro da República e das Artes (Théâtre de la République et des Arts) e em 1794 mudou-se para o Théâtre de la rue de la Loi, com capacidade para 2 800 pessoas. Napoleão Bonaparte tomou o controle da companhia em 1802 e com a declaração do Império Francês em 1804, renomeou a companhia para Academia Imperial de Música.
Com a Restauração francesa em 1814, a companhia foi renomeada novamente, para Academia Real de Música. Ela tornou-se parte da Academia des Beaux-Arts em 1816. Em 1821 mudou-se para o Salle Le Peletier, que tinha capacidade para 1900 pessoas, permanecendo lá até à destruição do mesmo, em um incêndio em 1873. Na segunda metade do século XIX, com a ascensão de Napoleão II em 1851, o nome Academia Imperial de Música foi novamente usado e após 1870, com a formação da Terceira República Francesa, a companhia mudou para Teatro Nacional da Ópera. Em 1875, a instituição ocupou uma nova residência, o Palais Garnier. Em 1939 a Ópera foi fundida a Ópera Cômica e a nova companhia tornou-se a Reunião dos Treatros Líricos da Ópera de Paris (Théâtre national de l'Opéra de Paris) que funcionou entre 1973 e 1980, mas em 1976, a Ópera Cômica foi restaurada. Em 1990, a Ópera mudou-se para a Ópera da Bastilha, tornando-se a Ópera de Paris. Em 1994, a companhia tornou-se a Ópera Nacional de Paris.
Atualmente a Ópera de Paris recebe em seus palcos os principais espetáculos de dança, teatro e música do mundo, e mantém uma escola e uma companhia de dança. A companhia "Paris Opera Ballet" é mundialmente conhecida e respeitada, além de ser a mais antiga e tradicional é também uma das maiores, em que praticamente todos os grandes ballets de repertório já foram reproduzidos e por onde maioria dos principais nomes da dança passaram.
Foi citada no livro "O Fantasma da Ópera" de Gaston Leroux. O escritor aproveitou um incidente com o lustre do teatro e escreveu uma das histórias mais lidas do mundo.